# Carmen Jordá
Carmen Jordá Buades (Alcoi, 28 de maio de 1988) é uma piloto profissional de automóveis espanhola.

## Carreira
Em 2005, aos 17 anos, Carmen estreou na Master Junior Formula e foi sétima colocada na temporada. No ano seguinte, em 2006, foi a nona. Nesse mesmo ano, Carmen estreou na Fórmula 3 Espanhola. Ela foi a primeira mulher a subir no pódio da competição. Em 2007 ela foi a quarta colocada no campeonato.
Em 2009, Jordá competiu na Fórmula 3 Europeia e teve a nona posição em Magny-Cours como seu melhor resultado. Mesmo tendo desempenho discreto, foi contratada para disputar a Indy Lights Series em 2010, pela equipe Andersen Racing. Ela disputou cinco corridas, marcou 84 pontos e completou a temporada na 16ª colocação.
No início de 2015, a equipe de Fórmula 1 Lotus anunciou a contratação de Carmen Jordá para atuar como piloto de testes. No final do ano, a Renault anunciou a compra da equipe e no inicio de 2016 anunciou a permanência da espanhola, que continuará a exercer a mesma função no time.